# Пирене (станция метро)
Пирене (фр. Pyrénées) — станция линии 11 Парижского метрополитена, расположенная на границе XIX и XX округов Парижа. Названа в честь Пиренеев и Пиренейского мира.

## История
- Станция открыта 28 апреля 1935 года в составе первого пускового участка линии 11 Шатле — Порт-де-Лила.
- В 2016 году станция принимала участие в первоапрельской акции, в ходе которой она на один день сменила название на «Альпе» (фр. Alpes)[2]. Пассажиропоток по входу в 2013 году, по данным RATP, составил 3 457 271 человек (152-е место по данному показателю в Парижском метро)[3].

## Конструкция и оформление
Односводчатая станция среднего заложения с двумя боковыми платформами. Высота свода увеличена по сравнению с большинством других станций Парижского метро, построенных по такому же проекту. Стены и своды отделены глазурованной плиткой.

## Достопримечательности
- Парк де Бельвиль
- Парк Бют-Шомон